# Old, New, Borrowed and Blue
Old New Borrowed and Blue — четвёртый студийный альбом британской рок-группы Slade.
Альбом был спродюсирован Чесом Чендлером и был выпущен 15 февраля 1974 года.
Занял первое место в британском чарте альбомов и получил золотой сертификат от BPI.
В альбоме Slade попытались отойти от звучания предыдущих альбомов.
По мнению музыкального журналиста Боба Стэнли Old New Borrowed and Blue — лучший из ранних альбомов группы. Журналист Алексис Петридис отрицательно оценивает эксперименты в области кантри-рока, однако выделяет балладу Everyday.

## Список композиций
Авторы всех композиций Нодди Холдер и Джим Ли кроме 1 (Джон Торнтон, Ральф Басс, Эрл Вашингтон, Пини Браун, Сильвестр Томпсон)
Сторона А
1. Just A Little Bit
2. When The Lights Are Out
3. My Town
4. Find Yourself A Rainbow
5. Miles Out To Sea
6. We’re Really Gonna Raise The Roof

Сторона Б
1. Do We Still Do It
2. How Can It Be
3. Don’t Blame Me
4. My Friend Stan
5. Everyday
6. Good Time Gals

## Участники записи
- Нодди Холдер — вокал, ритм-гитара
- Дэйв Хилл — гитара, бэк-вокал
- Джим Ли — бас-гитара, фортепиано, бэк-вокал, вокал (2)
- Дон Пауэлл — барабаны, бэк-вокал